# Колхіцин
Колхіцин — алкалоїд трополонового ряду, основний представник родини колхіцінових алкалоїдів (гомоморфінанів). Біосинтез колхіцину в рослинах йде подібно морфінановим алкалоїдам з природних амінокислот через гомоморфінандіенони.

## Практичне використання
Алкалоїд екстрагують з Colchicum. За допомогою колхіцину можна зупинити мітоз задля отримання тетраплоїдних клітин, що містять чотири набори хромосом (4n). Колхіцин перешкоджає утворенню веретена поділу клітини, унаслідок чого хромосоми не можуть рухатися до протилежних полюсів клітини. Якщо обробити ним пагін рослини та дати йому зацвісти і зав'язати насіння, то можна отримати тетраплоїдне насіння. Такі рослини відрізняються величиною та міцністю. Багато сортів культурних овочів, фруктів та квітів були отримані у такий спосіб.

## Експериментальне застосування
Подвійне сліпе рандомізоване дослідження COLCORONA, проведено у 4488 пацієнтів, показало, що протизапальний препарат колхіцин, що зазвичай застосовується при подагрі, у не госпіталізованих пацієнтів з коронавірусною хворобою 2019 знижує частоту смерті або госпіталізації.